# Georgi Jovčev
Mons. Georgi Jovčev (* 6. května 1950 Rakovski) je bulharský římskokatolický kněz a biskup Sofie-Plovdiv.

## Život
Narodil se 6. května 1950 v Rakovski. Po základní škole vstoupil na odbornou školu zemědělskou v Belozemu, kde studoval spalovací motory. Poté sloužil ve vojenské službě v Sofii. Za komunistického režimu tajně vstoupil do semináře. Na kněze byl vysvěcen 9. května 1976 biskupem Bogdanem Dobranovem. Po vysvěcení působil ve farnostech v Plovdivi, Rakovskim, Kalojanově, Duvanalii a v Žitnici.
Poté studoval na Papežském východním institutu v Římě.
Dne 6. července 1988 jej papež Jan Pavel II. jmenoval apoštolským administrátorem diecéze Sofie-Plovdiv a titulárním biskupem z Lamphuy. Biskupské svěcení přijal 31. července 1988 z rukou arcibiskupa Francesca Colasuonna a spolusvětiteli byli biskup Samuil Džundrin a biskup Metodij Stratiev.
Dne 13. listopadu 1995 byl ustanoven diecézním biskupem diecéze Sofie-Plovdiv.
Roku 2012 byl obviněn, že v roce 1987 spolupracoval s Bulharskou tajnou službou. Jovčev uvedl, že jde jen o pomluvy.

## Vyznamenání
- Velkokříž Řádu Pro Merito Melitensi (2009)